# Rhinomyias
Rhinomyias är ett fågelsläkte i familjen flugsnappare inom ordningen tättingar. Tidigare omfattade de ett antal asiatiska flugsnappare med gruppnamnet djungelflugsnappare. Genetiska studier visar dock att de inte är varandras närmaste släktingar och har sin hemvist bland tre andra släkten: Eumyias, Cyornis och det nyligen urskilda Vauriella. Därmed erkänns inte längre släktet Rhinomyias. För att återspegla denna nya kunskap om arternas inbördes släktskap har de flesta fått nya trivialnamn utan "djungel-", dock ej de i Vauriella.
Följande arter ingick tidigare i släktet:
- Numera i Eumyias
  - Buruflugsnappare (Eumyias additus)
- Numera i Cyornis
  - Floresflugsnappare (Cyornis oscillans)
  - Brunvit flugsnappare (Cyornis brunneatus)
  - Nikobarflugsnappare (Cyornis nicobaricus)
  - Ockrabröstad flugsnappare (Cyornis olivaceus)
  - Gråbröstad flugsnappare (Cyornis umbratilis)
  - Roststjärtad flugsnappare (Cyornis ruficauda)
  - Sulaflugsnappare (Cyornis colonus; inklusive banggaiflugsnappare som numera erkänns som egen art)
- Numera i Vauriella
  - Vitbrynad djungelflugsnappare (Vauriella gularis)
  - Visayadjungelflugsnappare (Vauriella albigularis)
  - Luzondjungelflugsnappare (Vauriella insignis)
  - Mindanaodjungelflugsnappare (Vauriella goodfellowi)